# Алекс Чиннек
Алекс Чиннек (1984) — британський архітектор, ілюзіоніст і художник.

## Вибрані роботи
- Розповідаючи істини через вставні зуби (2012)[3]
- З колін мого носа до живота моїх пальців (2013)[4]
- Under the Weather but Over the Moon (2013)[5]
- Візьми мою блискавку, та не кради мій грім (2014)[6]
- Фунт м'яса для 50p[en] (2014)[7]